# Liste der Mitglieder des Landtages Nordrhein-Westfalen (18. Wahlperiode)
Die Liste der Mitglieder des 18. Landtages Nordrhein-Westfalens umfasst die bei der Landtagswahl am 15. Mai 2022 gewählten Abgeordneten. Die konstituierende Sitzung des Landtags fand am 1. Juni 2022 statt.
- SPD: 56
- GRÜNE: 39
- CDU: 76
- FDP: 12
- AfD: 12

Gemäß dem amtlichen Endergebnis der Wahl vom 15. Mai 2022 entfielen von den 195 Sitzen im nordrhein-westfälischen Landtag 76 auf die Christlich Demokratische Union Deutschlands (CDU), 56 auf die Sozialdemokratische Partei Deutschlands (SPD), 39 auf Bündnis 90/Die Grünen (GRÜNE) und jeweils 12 auf die Alternative für Deutschland (AfD), sowie auf die Freie Demokratische Partei (FDP).

## Zusammensetzung
| Fraktion     | Partei                                      | Gewählt       | Gewählt                 | Gewählt             | Gewählt                   | Gewählt | Veränderungen                   | Veränderungen                   | Veränderungen                     | Veränderungen | Veränderungen |
| Fraktion     | Partei                                      | Direktmandate | Direktmandate           | Landeslistenmandate | Landeslistenmandate       | Gesamt  | Zu Beginn der Legislaturperiode | Abgänge                         | Zugänge                           | Letzter Stand | Saldo         |
| Fraktion     | Partei                                      |               | davon Überhang- mandate | regulär             | zzgl. Ausgleichs- mandate | Gesamt  | Zu Beginn der Legislaturperiode | Abgänge                         | Zugänge                           | Letzter Stand | Saldo         |
| ------------ | ------------------------------------------- | ------------- | ----------------------- | ------------------- | ------------------------- | ------- | ------------------------------- | ------------------------------- | --------------------------------- | ------------- | ------------- |
| CDU          | Christlich Demokratische Union Deutschlands | 76            | 6                       | 0                   | 0                         | 76      | 76                              | Sieveke, Lienenkämper, Panske † | Scharrenbach, Brandes, Vogt       | 76            | ± 0           |
| SPD          | Sozialdemokratische Partei Deutschlands     | 45            | 0                       | 7                   | 4                         | 56      | 56                              | Yetim, Büteführ †, Yüksel       | Kämmerling, Meinhardt, Sundermann | 56            | ± 0           |
| GRÜNE        | Bündnis 90/Die Grünen                       | 7             | 0                       | 29                  | 3                         | 39      | 39                              |                                 |                                   | 39            | ± 0           |
| FDP          | Freie Demokratische Partei                  | 0             | 0                       | 12                  | 0                         | 12      | 12                              | Pinkwart, Stamp                 | Schneider, Müller-Rech            | 12            | ± 0           |
| AfD          | Alternative für Deutschland                 | 0             | 0                       | 11                  | 1                         | 12      | 12                              | Blex, Zerbin                    | Blex, Röckemann                   | 12            | ± 0           |
| fraktionslos | Alternative für Deutschland                 | 0             | 0                       | 0                   | 0                         | 0       | 0                               | Blex                            | Blex                              | 0             | ± 0           |
| Gesamt       | Gesamt                                      | 128           | 6                       | 59                  | 8                         | 195     |                                 |                                 |                                   |               |               |

## Fraktionsvorstände
| Fraktion | Vorsitzende                                                                        | Stellvertretende Vorsitzende | Parlamentarische Geschäftsführer                                            |
| -------- | ---------------------------------------------------------------------------------- | --- | --------------------------------------------------------------------------- |
| CDU      | Bodo Löttgen (bis 29. Juni 2022) Thorsten Schick (ab 29. Juni 2022)                | Gregor Golland Jan Heinisch Christina Schulze Föcking Fabian Schrumpf Klaus Voussem Bianca Winkelmann                                         | Matthias Kerkhoff                                                           |
| SPD      | Thomas Kutschaty (bis 23. Mai 2023) Jochen Ott (ab 23. Mai 2023)                   | Jochen Ott (bis 23. Mai 2023) Sarah Philipp (ab 5. September 2023) Christian Dahm Lisa-Kristin Kapteinat Elisabeth Müller-Witt Alexander Vogt | Sarah Philipp (bis 5. September 2023) Ina Blumenthal (ab 5. September 2023) |
| GRÜNE    | Josefine Paul (bis 29. Juni 2022) Verena Schäffer Wibke Brems (ab 18. August 2022) | Julia Höller Norwich Rüße Michael Röls Gönül Eğlence                                                                                          | Mehrdad Mostofizadeh                                                        |
| FDP      | Henning Höne                                                                       | Angela Freimuth Ralf Witzel Marc Lürbke | Marcel Hafke                                                                |
| AfD      | Martin Vincentz                                                                    | Klaus Esser Sven Tritschler Enxhi Seli-Zacharias                                                                                              | Andreas Keith-Volkmer                                                       |

## Präsidium
Die Mitglieder des Präsidiums wurden in der konstituierenden Sitzung am 1. Juni 2022 gewählt. Für die AfD-Fraktion kandidierte Daniel Zerbin als 2. Vizepräsident, verlor jedoch die Abstimmung.
| Fraktion | Vorsitz                              | Schriftführer |
| -------- | ------------------------------------ | --- |
| CDU      | André Kuper (Präsident)              | Marc Blondin Anke Fuchs-Dreisbach Jonathan Grunwald Klaus Hansen Jens-Peter Nettekoven Vanessa Odermatt Daniel Scheen-Pauls Martin Sträßer Andrea Stullich |
| SPD      | Rainer Schmeltzer (1. Vizepräsident) | Andreas Bialas Nina Andrieshen Anja Butschkau Tülay Durdu Frank Müller Bastian Hartmann                                                                    |
| Grüne    | Berivan Aymaz (2. Vizepräsidentin)   | Julia Eisentraut Michael Röls Anja von Marenholtz Robin Korte Norika Creuzmann                                                                             |
| FDP      | Christof Rasche (3. Vizepräsident)   | Dirk Wedel |
| AfD      | -                                    | Carlo Clemens |

## Abgeordnete
Legende:
| Bild | Name                      | Geburtsjahr | Fraktion | Landtagswahlkreis                     | Erststimmen- anteil | Listenplatz | Bemerkungen |
| ---- | ------------------------- | ----------- | -------- | ------------------------------------- | ------------------- | ----------- | --- |
|      | Tim Achtermeyer           | 1993        | GRÜNE    | Bonn I                                | 29,3 %              | Platz 24    | |
|      | Nina Andrieshen           | 1980        | SPD      | Borken I                              | 19,3 %              | Platz 10    | |
|      | Berivan Aymaz             | 1972        | GRÜNE    | Köln VI                               | 37,0 %              | Platz 5     | 2. Vizepräsidentin |
|      | Alexander Baer            | 1975        | SPD      | Lippe II – Herford III                | 35,4 %              | Platz 122   | |
|      | Rodion Bakum              | 1990        | SPD      | Mülheim I                             | 34,9 %              | Platz 121   | |
|      | Volkan Baran              | 1978        | SPD      | Dortmund II                           | 34,2 %              | Platz 97    | |
|      | Christian Berger          | 1978        | CDU      | Oberbergischer Kreis I                | 42,5 %              | Platz 101   | |
|      | Günther Bergmann          | 1965        | CDU      | Kleve II                              | 43,5 %              | Platz 34    | |
|      | Ina Besche-Krastl         | 1986        | GRÜNE    | Mettmann II                           | 19,4 %              | Platz 31    | |
|      | Hartmut Beucker           | 1962        | AfD      | Wuppertal I                           | 7,8 %               | Platz 9     | |
|      | Andreas Bialas            | 1968        | SPD      | Wuppertal I                           | 36,0 %              | Platz 67    | |
|      | Inge Blask                | 1959        | SPD      | Märkischer Kreis II                   | 30,2 %              | Platz 4     | |
|      | Christian Blex            | 1975        | AfD      | Warendorf II                          | 5,4 %               | Platz 5     | am 27. September 2022 aus der AfD-Fraktion ausgeschlossen, Wiederaufnahme zum 1. Januar 2024                            |
|      | Jörg Blöming              | 1972        | CDU      | Soest II                              | 40,3 %              | Platz 52    | |
|      | Marc Blondin              | 1972        | CDU      | Krefeld II                            | 37,2 %              | Platz 69    | |
|      | Peter Blumenrath          | 1984        | CDU      | Düsseldorf IV                         | 36,4 %              | Platz 115   | |
|      | Ina Blumenthal            | 1981        | SPD      | Hagen II – Ennepe-Ruhr-Kreis III      | 37,5 %              | Platz 60    | Parlamentarische Geschäftsführerin (ab 5. September 2023)                                                               |
|      | Frank Börner              | 1966        | SPD      | Duisburg III                          | 41,9 %              | Platz 129   | |
|      | Sonja Bongers             | 1976        | SPD      | Oberhausen I                          | 40,3 %              | Platz 104   | |
|      | Ilayda Bostancieri        | 1995        | GRÜNE    | Gelsenkirchen II                      | 11,2 %              | Platz 27    | |
|      | Ina Brandes               | 1977        | CDU      | Dortmund III                          | 27,7 %              | Platz 7     | Nachgerückt am 3. September 2024 für Lutz Lienenkämper. Ministerin für Kultur und Wissenschaft                          |
|      | Florian Braun             | 1989        | CDU      | Köln V                                | 33,9 %              | Platz 25    | |
|      | Wibke Brems               | 1981        | GRÜNE    | Gütersloh II                          | 21,9 %              | Platz 7     | Fraktionsvorsitzende (ab 18. August 2022)                                                                               |
|      | Dietmar Brockes           | 1970        | FDP      | Viersen II                            | 7,3 %               | Platz 10    | |
|      | Tom Brüntrup              | 1997        | CDU      | Bielefeld II                          | 34,5 %              | Platz 74    | |
|      | Andrea Busche             | 1971        | SPD      | Bochum I                              | 42,0 %              | Platz 40    | |
|      | Anja Butschkau            | 1966        | SPD      | Dortmund IV                           | 34,0 %              | Platz 56    | |
|      | Carlo Clemens             | 1989        | AfD      | Rheinisch-Bergischer Kreis II         | 5,0 %               | Platz 8     | |
|      | Frederick Cordes          | 1986        | SPD      | –                                     | –                   | Platz 13    | |
|      | Norika Creuzmann          | 1966        | GRÜNE    | Paderborn I                           | 12,2 %              | Platz 14    | |
|      | Christian Dahm            | 1963        | SPD      | Herford I                             | 36,3 %              | Platz 21    | |
|      | Dorothea Deppermann       | 1983        | GRÜNE    | Münster III – Coesfeld III            | 34,7 %              | Platz 69    | |
|      | Guido Déus                | 1968        | CDU      | Bonn I                                | 30,3 %              | Platz 33    | |
|      | Gordan Dudas              | 1971        | SPD      | Märkischer Kreis III                  | 35,6 %              | Platz 9     | |
|      | Tülay Durdu               | 1974        | SPD      | Rheinisch-Bergischer Kreis I          | 24,4 %              | Platz 8     | |
|      | Matthias Eggers           | 1985        | CDU      | Märkischer Kreis II                   | 41,2 %              | Platz 98    | |
|      | Gönül Eğlence             | 1979        | GRÜNE    | Essen II                              | 12,9 %              | Platz 19    | |
|      | Julia Eisentraut          | 1993        | GRÜNE    | Lippe I                               | 17,0 %              | Platz 35    | |
|      | Dilek Engin               | 1981        | SPD      | Wuppertal II                          | 31,2 %              | Platz 62    | |
|      | Stefan Engstfeld          | 1970        | GRÜNE    | Düsseldorf III                        | 29,2 %              | Platz 10    | |
|      | Angela Erwin              | 1980        | CDU      | Düsseldorf III                        | 31,9 %              | Platz 19    | |
|      | Klaus Esser               | 1981        | AfD      | Düren II – Euskirchen II              | 6,9 %               | Platz 10    | |
|      | Benedikt Falszewski       | 1982        | SPD      | Duisburg II                           | 38,1 %              | Platz 128   | |
|      | Annika Fohn               | 1987        | CDU      | Aachen II                             | 32,5 %              | Platz 26    | |
|      | Björn Franken             | 1979        | CDU      | Rhein-Sieg-Kreis I                    | 41,3 %              | –           | |
|      | Angela Freimuth           | 1966        | FDP      | Märkischer Kreis III                  | 6,5 %               | Platz 5     | |
|      | Heinrich Frieling         | 1985        | CDU      | Soest I                               | 43,2 %              | Platz 27    | |
|      | Anke Fuchs-Dreisbach      | 1977        | CDU      | Siegen-Wittgenstein II                | 37,3 %              | Platz 30    | |
|      | Hartmut Ganzke            | 1966        | SPD      | Unna I                                | 36,9 %              | Platz 43    | |
|      | Katharina Gebauer         | 1987        | CDU      | Rhein-Sieg-Kreis IV                   | 42,4 %              | Platz 37    | |
|      | Yvonne Gebauer            | 1966        | FDP      | Köln IV                               | 6,0 %               | Platz 2     | |
|      | Jörg Geerlings            | 1972        | CDU      | Rhein-Kreis Neuss I                   | 40,6 %              | Platz 56    | |
|      | Thomas Göddertz           | 1960        | SPD      | Bottrop – Recklinghausen VI           | 41,6 %              | Platz 91    | |
|      | Matthias Goeken           | 1964        | CDU      | Höxter                                | 52,7 %              | –           | |
|      | Guido Görtz               | 1968        | CDU      | Viersen I                             | 42,6 %              | Platz 95    | |
|      | Gregor Golland            | 1974        | CDU      | Rhein-Erft-Kreis III                  | 37,1 %              | Platz 39    | |
|      | Silvia Gosewinkel         | 1986        | SPD      | Unna III – Hamm II                    | 43,4 %              | Platz 52    | |
|      | Antje Grothus             | 1964        | GRÜNE    | Rhein-Erft-Kreis II                   | 18,4 %              | Platz 13    | |
|      | Jonathan Grunwald         | 1983        | CDU      | Rhein-Sieg-Kreis II                   | 40,9 %              | Platz 122   | |
|      | Marcel Hafke              | 1982        | FDP      | Wuppertal I                           | 6,8 %               | Platz 10    | Parlamentarischer Geschäftsführer                                                                                       |
|      | Daniel Hagemeier          | 1970        | CDU      | Warendorf I                           | 46,9 %              | –           | |
|      | Klaus Hansen              | 1968        | CDU      | Lippe I                               | 34,4 %              | Platz 46    | |
|      | Dagmar Hanses             | 1975        | GRÜNE    | Soest II                              | 12,9 %              | Platz 17    | |
|      | Bastian Hartmann          | 1984        | SPD      | Bochum II                             | 33,8 %              | Platz 83    | |
|      | Sebastian Haug            | 1974        | CDU      | Solingen I                            | 36,5 %              | Platz 57    | |
|      | Jan Heinisch              | 1976        | CDU      | Mettmann III – Mülheim II             | 43,1 %              | Platz 28    | |
|      | Julia Höller              | 1982        | GRÜNE    | Bonn II                               | 28,7 %              | Platz 11    | |
|      | Henning Höne              | 1987        | FDP      | Coesfeld I – Borken III               | 6,3 %               | Platz 9     | Fraktionsvorsitzender                                                                                                   |
|      | Markus Höner              | 1975        | CDU      | Warendorf II                          | 45,5 %              | Platz 45    | |
|      | Bernhard Hoppe-Biermeyer  | 1961        | CDU      | Paderborn I                           | 54,0 %              | –           | |
|      | Josef Hovenjürgen         | 1963        | CDU      | Recklinghausen III                    | 44,5 %              | Platz 9     | Parlamentarischer Staatssekretär im Ministerium für Heimat, Kommunales, Bau und Digitalisierung                         |
|      | Frank Jablonski           | 1974        | GRÜNE    | Köln II                               | 35,9 %              | Platz 22    | |
|      | Wolfgang Jörg             | 1963        | SPD      | Hagen I                               | 34,7 %              | Platz 31    | |
|      | Julia Kahle-Hausmann      | 1971        | SPD      | Essen III                             | 32,1 %              | Platz 94    | |
|      | Gregor Kaiser             | 1975        | GRÜNE    | Olpe                                  | 11,6 %              | Platz 28    | |
|      | Klaus Kaiser              | 1957        | CDU      | Hochsauerlandkreis I                  | 45,9 %              | –           | |
|      | Jens Kamieth              | 1969        | CDU      | Siegen-Wittgenstein I                 | 37,4 %              | Platz 40    | |
|      | Christina Kampmann        | 1980        | SPD      | Bielefeld I                           | 32,5 %              | Platz 68    | |
|      | Stefan Kämmerling         | 1976        | SPD      | Aachen IV                             | 35,6 %              | Platz 15    | Nachgerückt am 4. März 2023 für Ibrahim Yetim.                                                                          |
|      | Lisa Kapteinat            | 1989        | SPD      | Recklinghausen IV                     | 41,1 %              | Platz 36    | |
|      | Christos Katzidis         | 1969        | CDU      | Bonn II                               | 33,2 %              | –           | |
|      | Anna Kavena               | 1986        | SPD      | Recklinghausen I                      | 39,9 %              | Platz 66    | |
|      | Andreas Keith-Volkmer     | 1967        | AfD      | Leverkusen                            | 5,8 %               | Platz 3     | Parlamentarischer Geschäftsführer                                                                                       |
|      | Matthias Kerkhoff         | 1979        | CDU      | Hochsauerlandkreis II                 | 51,4 %              | –           | Parlamentarischer Geschäftsführer                                                                                       |
|      | Carolin Kirsch            | 1967        | SPD      | Köln VII                              | 32,8 %              | Platz 102   | |
|      | Jochen Klenner            | 1978        | CDU      | Mönchengladbach II                    | 42,0 %              | Platz 50    | |
|      | Arndt Klocke              | 1971        | GRÜNE    | Köln III                              | 41,6 %              | Platz 4     | |
|      | Thorsten Klute            | 1974        | SPD      | Gütersloh I – Bielefeld III           | 34,4 %              | Platz 126   | |
|      | Robin Korte               | 1988        | GRÜNE    | Münster II                            | 35,3 %              | Platz 20    | |
|      | Wilhelm Korth             | 1967        | CDU      | Coesfeld I – Borken III               | 50,5 %              | –           | |
|      | Oliver Krauß              | 1969        | CDU      | Rhein-Sieg-Kreis III – Euskirchen III | 41,0 %              | –           | |
|      | Bernd Krückel             | 1964        | CDU      | Heinsberg I                           | 48,1 %              | Platz 112   | |
|      | André Kuper               | 1960        | CDU      | Gütersloh III                         | 53,3 %              | –           | Landtagspräsident |
|      | Thomas Kutschaty          | 1968        | SPD      | Essen I                               | 48,6 %              | Platz 1     | Fraktionsvorsitzender (bis 23. Mai 2023)                                                                                |
|      | Karl-Josef Laumann        | 1957        | CDU      | Steinfurt III                         | 43,9 %              | Platz 5     | Minister für Arbeit, Gesundheit und Soziales                                                                            |
|      | Olaf Lehne                | 1962        | CDU      | Düsseldorf I                          | 36,2 %              | Platz 78    | |
|      | Sascha Lienesch           | 1978        | CDU      | Rhein-Sieg-Kreis V                    | 34,6 %              | Platz 90    | |
|      | Carsten Löcker            | 1961        | SPD      | Recklinghausen II                     | 34,9 %              | Platz 81    | |
|      | Christian Loose           | 1975        | AfD      | Bochum III                            | 5,9 %               | Platz 4     | |
|      | Bodo Löttgen              | 1959        | CDU      | Oberbergischer Kreis II               | 39,5 %              | Platz 3     | Fraktionsvorsitzender (bis 29. Juni 2022)                                                                               |
|      | Martin Lucke              | 1988        | CDU      | Rheinisch-Bergischer Kreis I          | 37,4 %              | Platz 86    | |
|      | Nadja Lüders              | 1970        | SPD      | Dortmund III                          | 38,7 %              | Platz 70    | |
|      | Marc Lürbke               | 1977        | FDP      | Paderborn II                          | 6,0 %               | Platz 8     | |
|      | Dennis Maelzer            | 1980        | SPD      | Lippe III                             | 36,0 %              | Platz 39    | |
|      | Anja von Marenholtz       | 1971        | GRÜNE    | –                                     | –                   | Platz 33    | |
|      | Jan Matzoll               | 1985        | GRÜNE    | Recklinghausen I                      | 12,6 %              | Platz 26    | |
|      | Sandy Meinhardt           | 1981        | SPD      | Recklinghausen III                    | 27,5 %              | Platz 16    | Nachgerückt am 9. Februar 2024 für Nadja Büteführ.                                                                      |
|      | Martin Metz               | 1983        | GRÜNE    | Rhein-Sieg-Kreis V                    | 21,0 %              | Platz 16    | |
|      | Justus Moor               | 1987        | SPD      | Hamm I                                | 45,1 %              | Platz 11    | |
|      | Mehrdad Mostofizadeh      | 1969        | GRÜNE    | Essen IV                              | 18,3 %              | Platz 8     | Parlamentarischer Geschäftsführer                                                                                       |
|      | Frank Müller              | 1977        | SPD      | Essen II                              | 38,4 %              | Platz 124   | |
|      | Franziska Müller-Rech     | 1985        | FDP      | Bonn I                                | 5,2 %               | Platz 14    | Nachgerückt am 27. Januar 2023 für Joachim Stamp.                                                                       |
|      | Elisabeth Müller-Witt     | 1953        | SPD      | Mettmann III – Mülheim II             | 25,4 %              | Platz 14    | |
|      | Jens-Peter Nettekoven     | 1978        | CDU      | Remscheid – Oberbergischer Kreis III  | 37,8 %              | Platz 38    | |
|      | Mona Neubaur              | 1977        | GRÜNE    | Düsseldorf I                          | 26,8 %              | Platz 1     | Stellvertreterin des Ministerpräsidenten Ministerin für Wirtschaft, Industrie, Klimaschutz und Energie                  |
|      | Josef Neumann             | 1960        | SPD      | Wuppertal III – Solingen II           | 31,8 %              | Platz 77    | |
|      | Ralf Nolten               | 1964        | CDU      | Düren II – Euskirchen II              | 43,5 %              | –           | |
|      | Christian Obrok           | 1977        | SPD      | Herford II – Minden-Lübbecke III      | 37,5 %              | Platz 123   | |
|      | Vanessa Odermatt          | 1990        | CDU      | Mönchengladbach I                     | 38,6 %              | Platz 68    | |
|      | Britta Oellers            | 1973        | CDU      | Krefeld I – Viersen III               | 34,6 %              | Platz 32    | |
|      | Thomas Okos               | 1988        | CDU      | Rhein-Erft-Kreis II                   | 37,9 %              | Platz 103   | |
|      | Marcus Optendrenk         | 1969        | CDU      | Viersen II                            | 44,5 %              | Platz 23    | Minister der Finanzen                                                                                                   |
|      | Christina Osei            | 1966        | GRÜNE    | Bielefeld I                           | 26,8 %              | Platz 21    | |
|      | Jochen Ott                | 1974        | SPD      | Köln III                              | 25,9 %              | Platz 5     | Fraktionsvorsitzender (ab 23. Mai 2023)                                                                                 |
|      | Josefine Paul             | 1982        | GRÜNE    | Münster I – Steinfurt IV              | 32,8 %              | Platz 2     | Fraktionsvorsitzende (bis 29. Juni 2022) Ministerin für Kinder, Jugend, Familie, Gleichstellung, Flucht und Integration |
|      | Patricia Peill            | 1962        | CDU      | Düren I                               | 45,1 %              | Platz 13    | |
|      | Werner Pfeil              | 1966        | FDP      | Aachen III                            | 5,2 %               | Platz 11    | |
|      | Sarah Philipp             | 1983        | SPD      | Duisburg I                            | 36,6 %              | Platz 2     | Parlamentarische Geschäftsführerin (bis 5. September 2023)                                                              |
|      | Romina Plonsker           | 1988        | CDU      | Rhein-Erft-Kreis I                    | 44,6 %              | Platz 22    | |
|      | Laura Postma              | 1993        | GRÜNE    | Aachen III                            | 14,4 %              | Platz 25    | |
|      | Charlotte Quik            | 1982        | CDU      | Wesel III                             | 43,0 %              | Platz 20    | |
|      | Christof Rasche           | 1962        | FDP      | Soest II                              | 8,7 %               | Platz 3     | 3. Vizepräsident |
|      | Benjamin Rauer            | 1983        | GRÜNE    | Minden-Lübbecke I                     | 10,8 %              | Platz 32    | |
|      | Herbert Reul              | 1952        | CDU      | Rheinisch-Bergischer Kreis II         | 51,1 %              | Platz 4     | Alterspräsident Minister des Innern                                                                                     |
|      | Jochen Ritter             | 1966        | CDU      | Olpe                                  | 54,1 %              | –           | |
|      | Simon Rock                | 1988        | GRÜNE    | Rhein-Kreis Neuss III                 | 17,3 %              | Platz 30    | |
|      | Thomas Röckemann          | 1965        | AfD      | Minden-Lübbecke II                    | 7,0 %               | Platz 13    | Nachgerückt am 27. März 2025 für Daniel Zerbin.                                                                         |
|      | Michael Röls              | 1997        | GRÜNE    | Dortmund I                            | 24,8 %              | Platz 12    | |
|      | Norwich Rüße              | 1966        | GRÜNE    | Steinfurt I                           | 18,2 %              | Platz 6     | |
|      | Verena Schäffer           | 1986        | GRÜNE    | Ennepe-Ruhr-Kreis II                  | 22,0 %              | Platz 3     | Fraktionsvorsitzende |
|      | Zacharias Schalley        | 1991        | AfD      | Rhein-Kreis Neuss III                 | 3,6 %               | Platz 12    | |
|      | Ina Scharrenbach          | 1976        | CDU      | Unna II                               | 32,4 %              | Platz 2     | Nachgerückt am 30. Juni 2022 für Daniel Sieveke. Ministerin für Heimat, Kommunales, Bau und Digitalisierung             |
|      | Daniel Scheen-Pauls       | 1992        | CDU      | Aachen IV                             | 37,2 %              | Platz 89    | |
|      | Thorsten Schick           | 1971        | CDU      | Märkischer Kreis I                    | 41,5 %              | Platz 14    | Fraktionsvorsitzender (ab 29. Juni 2022)                                                                                |
|      | Claudia Schlottmann       | 1962        | CDU      | Mettmann I                            | 40,7 %              | Platz 47    | |
|      | Rainer Schmeltzer         | 1961        | SPD      | Unna II                               | 37,3 %              | Platz 87    | 1. Vizepräsident |
|      | Hendrik Schmitz           | 1978        | CDU      | Aachen III                            | 38,7 %              | Platz 15    | |
|      | Marco Schmitz             | 1979        | CDU      | Düsseldorf II                         | 31,3 %              | Platz 93    | |
|      | René Schneider            | 1976        | SPD      | Wesel II                              | 38,2 %              | Platz 57    | |
|      | Susanne Schneider         | 1967        | FDP      | Unna I                                | 5,9 %               | Platz 13    | Nachgerückt am 1. Januar 2023 für Andreas Pinkwart.                                                                     |
|      | Thomas Schnelle           | 1967        | CDU      | Heinsberg II                          | 45,8 %              | Platz 63    | |
|      | Rüdiger Scholz            | 1957        | CDU      | Leverkusen                            | 33,8 %              | Platz 64    | |
|      | Fabian Schrumpf           | 1982        | CDU      | Essen IV                              | 41,6 %              | Platz 21    | |
|      | Christina Schulze Föcking | 1976        | CDU      | Steinfurt I                           | 46,2 %              | –           | |
|      | Ralf Schwarzkopf          | 1968        | CDU      | Märkischer Kreis III                  | 36,1 %              | Platz 72    | |
|      | Enxhi Seli-Zacharias      | 1993        | AfD      | Gelsenkirchen II                      | 11,1 %              | Platz 7     | |
|      | Christin Siebel           | 1985        | SPD      | Gelsenkirchen I – Recklinghausen V    | 42,3 %              | Platz 50    | |
|      | Dennis Sonne              | 1984        | GRÜNE    | Coesfeld II                           | 18,2 %              | Platz 36    | |
|      | Christin-Marie Stamm      | 1991        | SPD      | Olpe                                  | 20,1 %              | Platz 12    | |
|      | Kirsten Stich             | 1968        | SPD      | Ennepe-Ruhr-Kreis I                   | 34,0 %              | Platz 46    | |
|      | André Stinka              | 1965        | SPD      | Coesfeld II                           | 22,8 %              | Platz 3     | |
|      | Ellen Stock               | 1966        | SPD      | Lippe I                               | 28,9 %              | Platz 6     | |
|      | Ralf Stoltze              | 1956        | SPD      | Dortmund I                            | 33,7 %              | Platz 85    | |
|      | Martin Sträßer            | 1959        | CDU      | Mettmann IV                           | 38,5 %              | Platz 109   | |
|      | Andrea Stullich           | 1965        | CDU      | Steinfurt II                          | 43,1 %              | –           | |
|      | Frank Sundermann          | 1965        | SPD      | Steinfurt III                         | 32,0 %              | Platz 17    | Nachgerückt am 1. April 2025 für Serdar Yüksel.                                                                         |
|      | Hedwig Tarner             | 1960        | GRÜNE    | Warendorf I                           | 19,0 %              | Platz 29    | |
|      | Lena Teschlade            | 1988        | SPD      | Köln IV                               | 31,4 %              | Platz 96    | |
|      | Meral Thoms               | 1971        | GRÜNE    | Krefeld I – Viersen III               | 17,8 %              | Platz 23    | |
|      | Raphael Tigges            | 1973        | CDU      | Gütersloh II                          | 40,1 %              | Platz 17    | |
|      | Sven Tritschler           | 1981        | AfD      | Köln IV                               | 5,6 %               | Platz 6     | |
|      | Heike Troles              | 1969        | CDU      | Rhein-Kreis Neuss II                  | 42,5 %              | Platz 49    | |
|      | Christian Untrieser       | 1982        | CDU      | Mettmann II                           | 39,2 %              | Platz 81    | |
|      | Martin Vincentz           | 1986        | AfD      | Krefeld I – Viersen III               | 6,2 %               | Platz 2     | Fraktionsvorsitzender                                                                                                   |
|      | Astrid Vogelheim          | 1970        | GRÜNE    | Aachen I                              | 37,2 %              | Platz 81    | |
|      | Alexander Vogt            | 1978        | SPD      | Herne                                 | 45,2 %              | Platz 101   | |
|      | Petra Vogt                | 1969        | CDU      | Duisburg I                            | 25,8 %              | Platz 11    | Nachgerückt am 4. Juli 2025 für Dietmar Panske.                                                                         |
|      | Klaus Voussem             | 1970        | CDU      | Euskirchen I                          | 40,3 %              | Platz 42    | |
|      | Markus Wagner             | 1964        | AfD      | Herford II – Minden-Lübbecke III      | 7,7 %               | Platz 1     | |
|      | Sebastian Watermeier      | 1984        | SPD      | Gelsenkirchen II                      | 41,1 %              | Platz 93    | |
|      | Dirk Wedel                | 1974        | FDP      | Mettmann II                           | 6,2 %               | Platz 12    | |
|      | Simone Wendland           | 1963        | CDU      | Münster I – Steinfurt IV              | 33,4 %              | Platz 16    | |
|      | Christina Weng            | 1961        | SPD      | Minden-Lübbecke II                    | 37,2 %              | Platz 74    | |
|      | Julia Wenzel              | 1990        | GRÜNE    | Duisburg I                            | 19,2 %              | Platz 15    | |
|      | Heike Wermer              | 1988        | CDU      | Borken II                             | 59,5 %              | –           | |
|      | Volkhard Wille            | 1967        | GRÜNE    | Kleve II                              | 16,9 %              | Platz 18    | |
|      | Bianca Winkelmann         | 1967        | CDU      | Minden-Lübbecke I                     | 41,2 %              | Platz 8     | |
|      | Ralf Witzel               | 1972        | FDP      | Essen IV                              | 5,3 %               | Platz 6     | |
|      | Eileen Woestmann          | 1993        | GRÜNE    | Köln I                                | 33,6 %              | Platz 77    | |
|      | Sven Wolf                 | 1976        | SPD      | Remscheid – Oberbergischer Kreis III  | 34,2 %              | Platz 7     | |
|      | Stephan Wolters           | 1967        | CDU      | Kleve I                               | 44,8 %              | Platz 110   | |
|      | Hendrik Wüst              | 1975        | CDU      | Borken I                              | 60,7 %              | Platz 1     | Ministerpräsident |
|      | Stefan Zimkeit            | 1964        | SPD      | Oberhausen II – Wesel I               | 39,8 %              | Platz 127   | |
|      | Marc Zimmermann           | 1972        | GRÜNE    | Oberbergischer Kreis II               | 13,8 %              | Platz 34    | |
|      | Lena Zingsheim-Zobel      | 1993        | GRÜNE    | Mönchengladbach I                     | 16,6 %              | Platz 9     | |

## Ausgeschiedene Abgeordnete
| Bild | Name              | Geburtsjahr | Fraktion | Landtagswahlkreis     | Erststimmen- anteil | Listenplatz | Bemerkungen |
| ---- | ----------------- | ----------- | -------- | --------------------- | ------------------- | ----------- | --- |
|      | Nadja Büteführ    | 1966–2024   | SPD      | Ennepe-Ruhr-Kreis II  | 32,4 %              | Platz 32    | Verstarb am 29. Januar 2024. Nachrückerin war Sandy Meinhardt.                                                                                                   |
|      | Lutz Lienenkämper | 1969        | CDU      | Rhein-Kreis Neuss III | 45,0 %              | Platz 10    | Legte sein Mandat am 31. August 2024 nieder und wechselte in den Vorstand der Bundesbank. Nachrückerin war Ina Brandes.                                          |
|      | Dietmar Panske    | 1967–2025   | CDU      | Coesfeld II           | 47,6 %              | –           | Verstarb am 1. Juli 2025. Nachrückerin war Petra Vogt. |
|      | Andreas Pinkwart  | 1960        | FDP      | Rhein-Sieg-Kreis II   | 7,8 %               | Platz 4     | Legte sein Mandat am 31. Dezember 2022 nieder und nahm seine Lehrtätigkeit an der Universität Siegen wieder auf. Nachrückerin war Susanne Schneider.             |
|      | Daniel Sieveke    | 1976        | CDU      | Paderborn II          | 41,9 %              | –           | Legte sein Mandat am 29. Juni 2022 nieder und wurde Staatssekretär im Kabinett Wüst II. Nachrückerin war Ina Scharrenbach.                                       |
|      | Joachim Stamp     | 1970        | FDP      | Bonn II               | 8,9 %               | Platz 1     | Legte sein Mandat am 26. Januar 2023 nieder und wurde Sonderbevollmächtigter der Bundesregierung für Migrationsabkommen. Nachrückerin war Franziska Müller-Rech. |
|      | Ibrahim Yetim     | 1965        | SPD      | Wesel IV              | 38,7 %              | Platz 47    | Legte sein Mandat am 3. März 2023 nieder und wurde Geschäftsführer der Urbane Zukunft Ruhr GmbH. Nachrücker war Stefan Kämmerling.                               |
|      | Serdar Yüksel     | 1973        | SPD      | Bochum III            | 38,3 %              | Platz 95    | Legte sein Mandat am 31. März 2025 nieder und wurde Mitglied des Bundestages. Nachrücker war Frank Sundermann.                                                   |
|      | Daniel Zerbin     | 1973        | AfD      | Recklinghausen III    | 6,0 %               | Platz 11    | Legte sein Mandat am 26. März 2025 nieder und wurde Mitglied des Bundestages. Nachrücker war Thomas Röckemann.                                                   |